# Zagronie (Zagórz)
Zagronie (dosł. za groniem od groń z rumuńskiego grui – „szczyt” czyli za szczytem, za wzgórzem) – część miasta Zagórza. Zagronie to dawny przysiółek wsi Wielopole, obecnie wchodzi w skład zagórskiego osiedla Wielopole, gdzie stanowi końcowy odcinek ulicy Miodowej. Zagronie położone są na południe od Wielopola, w odległości około 1 km od zwartej zabudowy wsi; najbliższy budynek to dwór.
Według Krajowego Rejestru Urzędowego Podziału Terytorialnego Kraju TERYT Zagronie stanowią jedną z „integralnych części miejscowości” Zagórz.
Droga z Wielopola na Zagronie będące formalnie przedłużeniem ulicy Miodowej biegnie przez las gromadzki. Na wschód od Zagroni przebiega inna droga leśna łącząca się z główną drogą na Dolnym Wielopolu w okolicach leśniczówki, drugi jej koniec łączy się z drogą biegnącą od Postołowa poprzez las Garb, masyw Łysej Góry, zbocza wzgórza Oszczacz (na współczesnych mapach bezimienne wzgórze 444), na zachód od opuszczonego domu w Lesko-Gruszce, aż do asfaltowej drogi Tarnawa Górna – Lesko biegnącą przez masyw Gruszki.
Przysiółek Zagronie powstał w latach 20. XX wieku, na wielkiej śródleśnej polanie, na północnych stokach Łysej Góry w lesie Zagronie. Dwie spokrewnione ze sobą rodziny reemigrantów ze Stanów Zjednoczonych kupiły tu ziemię i wybudowały obok siebie dwa domy.
Mieszkańcom udało się przetrwać okupację niemiecką i grasujące zaraz po niej oddziały UPA. Pod koniec lat 50. XX wieku dotarła tu elektryczność.
Do 1959 przysiółek Wielopola. Jesienią 1954 Wielopole weszło w skład gromady Zagórz, której 31 grudnia 1959 nadano status osiedla, przez co Wielopole stało się integralną częścią Zagórza. 1 listopada 1972 osiedle Zagórz włączono do Sanoka, przez co Wielopole (z Zagroniami) stało się integralną częścią Sanoka, a zarazem jego najdalej na południe wysuniętym obszarem. 1 lutego 1977 Wielopole (z Zagroniami) wyłączono z Sanoka jako składową nowo utworzonego miasta Zagórz.
Wskutek częściowego porzucenia gospodarki rolnej na teren okolicznych pól wkracza las.